# In ihrem Haus
In ihrem Haus (Originaltitel: Dans la maison) ist ein französischer Film von François Ozon. Er basiert auf Juan Mayorgas Theaterstück El chico de la última fila.

## Handlung
Der Literaturlehrer Germain ist in seinem Beruf unglücklich und vor allem von den Fähigkeiten seiner Schüler enttäuscht. Doch als er im neuen Schuljahr einen Aufsatz des
Oberstufenschülers Claude bekommt, der über einen Aufenthalt im Haus seines Freundes Rapha berichtet, ist er von der Beobachtungsgabe des Schülers begeistert. Er liest auch seiner Frau Jeanne, die eine Kunstgalerie führt, den Text vor, der aus der Masse der Arbeiten hervorsticht, und unterstützt Claude bei der Entwicklung der Geschichte. Diese wird im Film kapitelweise weitererzählt, abwechselnd mit dem wirklichen Leben der Figuren; schließlich durchdringen sich diese Ebenen.
Zu Beginn hilft Claude Rapha lediglich bei Mathematikaufgaben, was sich immer später in die Abende zieht. Ihn fasziniert es, sich im Haus einer fremden Familie aufzuhalten; er selbst lebt mit seinem schwerbehinderten Vater und hatte nie eine richtige Familie. Sein Interesse zeigt schon bald starke voyeuristische Züge. Germain gerät beim Lesen in den Sog der geschilderten Ereignisse, die auch seine persönlichen Schwachpunkte berühren. Als Claude eines Tages Germain mitteilt, dass er Rapha nur dann weiter Nachhilfeunterricht geben darf, wenn Rapha im nächsten Test eine sehr gute Note schreibt, beschafft Germain einen Mathematiktest eines Kollegen.
Zu Germains wachsendem Unbehagen entwickelt Claudes Geschichte eine zerstörerische Eigendynamik, wobei immer unklarer wird, wie viel davon wirklich geschieht und wie viel nur in Claudes Phantasie. Es gelingt Claude, Raphas Mutter zu verführen. Damit enttäuscht er zunächst Rapha, der in Claude nicht nur seinen besten Freund sieht, sondern sich sogar in ihn verliebt hat; eine Fortsetzung, in der Rapha sich deswegen erhängt, korrigiert Claude später. Als Claude sich in Raphas Familie nicht mehr blicken lassen kann, verführt er Jeanne, um ein Ende für seine Geschichte zu finden. Germain, gerade wegen des Vorfalls mit dem Mathematiktest suspendiert, macht ihr Vorwürfe, darauf verlässt ihn Jeanne.
In der letzten Einstellung sitzen Claude und Germain zusammen auf einer Bank und erdenken Geschichten über die Leute im Haus gegenüber.

## Kritiken
„Ozon hält die vielen Fäden seines maliziösen Psychospiels fest in der Hand. Die Spiegelungen und Perspektivenwechsel zwischen Imagination und Wirklichkeit werden auch ästhetisch sichtbar. Man glaubt den Mief des Klassenzimmers, in dem der Lehrer und sein Schüler in verschwiegenen Sitzungen über der Beschreibung der "Raphas" brüten, förmlich zu riechen. Im Gegensatz zum realistisch grauen Schulalltag ist das Objekt ihrer literarischen Fantasien, Raphaëls Heim, von einer leicht hyperrealen Aura umgeben. Besonders in Claudes Wahrnehmung wirkt die kleine Villa im flirrenden Licht wie ein Traumschlösschen. Schließlich taucht Germain selbst, nur für den Zuschauer sichtbar, im Salon auf und schaut Claude beim Flirtversuch mit Esther über die Schulter. Wie nebenbei wirft er beunruhigende Fragen auf: Sind Romane (und Filme) gesellschaftlich akzeptierter Voyeurismus? Transzendiert Fiktion die Grenzen des schnöden Alltags, oder verschlimmert die Realitätsflucht den Frust eines ungelebten Lebens?“

„Es ist eine Vermittlung, die voller Fallen steckt. François Ozon, der sich nach der Komödie Potiche hier einmal mehr als der wandelbarste unter den französischen Filmermachern der Gegenwart erweist, macht sich von Beginn an einen Spaß daraus, Germain (perfekt als Kulturspießer verkörpert von Fabrice Luchini) als den Kasper darzustellen, der in all diese Fallen tappt. Dass wir selbst es sind, die keineswegs bessere Gewissheiten in diesem Spiel mit Fiktionen haben, könnten wir dabei leicht übersehen. Ja, Ozon legt es geradezu darauf an, das Kinopublikum nur noch stärker in die Irre zu führen.“

„Alles taumelt, die Verlässlichkeit von Wirklichkeit und Wahrnehmung ist dahin, vielleicht auch gar nicht mehr wichtig. Ozon verunmöglicht es, noch zwischen irgendwelchen Ebenen klar unterscheiden zu können, und erreicht damit, dass nur noch eine Sache als sicher wahrgenommen wird: das Erzählte. Alles hat sich in Geschichte aufgelöst, hämisch grinsend thront sie über Geschehenem und Erdachtem und bleibt der letzte Rest, an den es sich zu klammern lohnt. Ozon zelebriert das Erzählen als übermächtiges Instrumentarium, das sich subtil und schleichend aller Kontrolle entzieht.“

## Auszeichnungen
Beim 60. Festival Internacional de Cine de San Sebastián gewann der Film die „Goldene Muschel“ für den besten Film und den Preis der Jury für das beste Drehbuch. Auf dem Tromsø Internasjonale Filmfestival verlieh die Jury der Internationalen Filmklub-Vereinigung (FICC) dem Werk 2013 den Don-Quijote-Preis.